# 一年生植物
一年生植物是植物生活型的一種，指在植物的一個生長季節期間發芽、生長、開花然後死亡的植物。此類植物皆為草本，因此又常稱為一年生草本（植物）。
一年生植物利用短暂而迅速的生长期间储存大量的养分，以供开花结果所需。有些種類在低緯度地區是一年生，移植到較冷的高緯度地區時會變為二年生。
以園藝的觀點來說，一年生植物通常會比多年生植物開出更多的花朵，因此很適合用於為花園妝點繽紛的色彩。有時園藝師會以人為方式強迫自然環境下是二年生或多年生的植物呈現一年生的生命週期，以求花開得更繁盛。

## 名稱
在生態學上，植物的生活型為一年生，英文作 therophyte，此名詞由丹麥植物學家克里斯登·勞恩凱爾 (Christen C. Raunkiær)提出。

## 種類
依照生長季節的不同，一年生植物又可分為兩類：
- 夏型一年生植物：生命週期在春、夏、秋之間。
- 冬型一年生植物：又稱越冬生植物，英文作 winter annual，通常在晚秋發芽，冬季時緊貼地面生長，以積雪為庇護，在早春雪融時迅速開花結果。

常见的一年生植物：水稻、花生、高梁、南瓜、红薯、牵牛花、瓜叶菊、葫芦、翠菊、蛾蝶花、向日葵、大豆、辣椒、茄子、番茄、玉米、小麦、荸荠、香草等等。
常見的冬型一年生植物：寶蓋草、野芝麻屬、繁縷、山芥屬等等。